# 马克西米利安·沙塔内
马克西米利安·沙塔内（法語：Maximilien Chastanet，1996年3月15日—），法国男子击剑运动员，2022年世界击剑锦标赛男子花剑团体铜牌得主、2024年夏季奥林匹克运动会男子花剑团体铜牌得主。